# Jean-Joseph Rabearivelo
 (août 2014).
Jean-Joseph Rabearivelo, né Joseph-Casimir Rabe le 4 mars 1901 ou 1903 à Isoraka (quartier de Tananarive), est le premier écrivain malgache d'expression française. Il est considéré comme étant une figure littéraire majeure à Madagascar et également en Afrique.
Lorsqu'il se fait renvoyer du collège Saint-Michel, à l'âge de 13 ans, il ne connaît que des rudiments du français, mais par un travail passionné, il devient un homme de lettres. Il se suicide au cyanure le 22 juin 1937 à Tananarive.

## Introduction
Jean-Joseph Rabearivelo naît sous le nom de Joseph-Casimir Rabe, du nom des deux saints relatifs au mois et au jour de sa naissance, le 4 mars 1901 ou 1902 ou 1903 ou 1904 dans la clinique du Docteur Villette à Isoraka, quartier du nord de la capitale, Antananarivo. Moins de cinq ans plus tôt, Madagascar était devenue une colonie française sous le nom de colonie de Madagascar et dépendances.
Il est le fils naturel et non reconnu d'un membre de l'aristocratie protestante malgache, frère du pasteur protestant Ravelojaona (14 février 1879, Antananarivo - 4 septembre 1956 à Ambatofotsy) avec une jeune femme du nom de Rabozivelo.
Son père, qu'il ne connut jamais, était un des quatorze enfants d'un maître du collège supérieur de la London Missionary Society et était un proche de James Sibree (en),.
Sa mère, Rabozivelo, appartenait à l’ethnie des Merina, plus précisément à la caste des Hova de religion protestante. En effet, originaire d'Ambatofotsy tout comme le père naturel de Jean-Joseph Rabearivelo, elle descendait de la caste noble des Zanadralambo, une famille qui semble descendre du souverain Ralambo, ayant régné sur le royaume de Madagascar de 1575 à 1610.
Anciens grands propriétaires fonciers, la famille est ruinée par les bouleversements introduits par la colonisation, notamment l’abolition de l’esclavage traditionnel. Rabozivelo doit vendre les quelques rizières et bijoux qu'elle possède encore pour permettre à son unique fils de s'acheter des livres.

### Généalogie
La généalogie de Jean-Joseph Rabearivelo, malgré quelques lacunes, a pu être retracée comme suit :

|                     |                     |                     |                     | Ravelojaona Membre de la London Missionary Society. | Ravelojaona Membre de la London Missionary Society. | Ravelojaona Membre de la London Missionary Society. | Ravelojaona Membre de la London Missionary Society. | Ravelojaona Membre de la London Missionary Society.                           | Ravelojaona Membre de la London Missionary Society.                           |                                                                               |                                                                               |                                                                               |                                                                               |                         |                         |                         |                         |                      |                      |                              |                              |                              |                              |                              |                              |                  |                  |                  |                  |  |  | Ranivo Grand-mère de Rabearivelo. Descendante du roi Ralambo. | Ranivo Grand-mère de Rabearivelo. Descendante du roi Ralambo. | Ranivo Grand-mère de Rabearivelo. Descendante du roi Ralambo. | Ranivo Grand-mère de Rabearivelo. Descendante du roi Ralambo. | Ranivo Grand-mère de Rabearivelo. Descendante du roi Ralambo. | Ranivo Grand-mère de Rabearivelo. Descendante du roi Ralambo. |  |  |                      |                      |                      |                      |                      |                      |                     |                     |                     |                     |                     |                     |                     |                     |
|                     |                     |                     |                     | Ravelojaona Membre de la London Missionary Society. | Ravelojaona Membre de la London Missionary Society. | Ravelojaona Membre de la London Missionary Society. | Ravelojaona Membre de la London Missionary Society. | Ravelojaona Membre de la London Missionary Society.                           | Ravelojaona Membre de la London Missionary Society.                           |                                                                               |                                                                               |                                                                               |                                                                               |                         |                         |                         |                         |                      |                      |                              |                              |                              |                              |                              |                              |                  |                  |                  |                  |  |  | Ranivo Grand-mère de Rabearivelo. Descendante du roi Ralambo. | Ranivo Grand-mère de Rabearivelo. Descendante du roi Ralambo. | Ranivo Grand-mère de Rabearivelo. Descendante du roi Ralambo. | Ranivo Grand-mère de Rabearivelo. Descendante du roi Ralambo. | Ranivo Grand-mère de Rabearivelo. Descendante du roi Ralambo. | Ranivo Grand-mère de Rabearivelo. Descendante du roi Ralambo. |  |  |                      |                      |                      |                      |                      |                      |                     |                     |                     |                     |                     |                     |                     |                     |
|                     |                     |                     |                     |                                                     |                                                     |                                                     |                                                     |                                                                               |                                                                               |                                                                               |                                                                               |                                                                               |                                                                               |                         |                         |                         |                         |                      |                      |                              |                              |                              |                              |                              |                              |                  |                  |                  |                  |  |  |                                                               |                                                               |                                                               |                                                               |                                                               |                                                               |  |  |                      |                      |                      |                      |                      |                      |                     |                     |                     |                     |                     |                     |                     |                     |
|                     |                     |                     |                     |                                                     |                                                     |                                                     |                                                     |                                                                               |                                                                               |                                                                               |                                                                               |                                                                               |                                                                               |                         |                         |                         |                         |                      |                      |                              |                              |                              |                              |                              |                              |                  |                  |                  |                  |  |  |                                                               |                                                               |                                                               |                                                               |                                                               |                                                               |  |  |                      |                      |                      |                      |                      |                      |                     |                     |                     |                     |                     |                     |                     |                     |
| Pasteur Ravelojaona | Pasteur Ravelojaona | Pasteur Ravelojaona | Pasteur Ravelojaona | Pasteur Ravelojaona                                 | Pasteur Ravelojaona                                 |                                                     |                                                     | Dr Rakotamalala (a voulu le reconnaître plus tard, mais JJR adulte a refusé). | Dr Rakotamalala (a voulu le reconnaître plus tard, mais JJR adulte a refusé). | Dr Rakotamalala (a voulu le reconnaître plus tard, mais JJR adulte a refusé). | Dr Rakotamalala (a voulu le reconnaître plus tard, mais JJR adulte a refusé). | Dr Rakotamalala (a voulu le reconnaître plus tard, mais JJR adulte a refusé). | Dr Rakotamalala (a voulu le reconnaître plus tard, mais JJR adulte a refusé). |                         |                         | Rabozivelo              | Rabozivelo              | Rabozivelo           | Rabozivelo           | Rabozivelo                   | Rabozivelo                   |                              |                              | Ramahatandrema               | Ramahatandrema               | Ramahatandrema   | Ramahatandrema   | Ramahatandrema   | Ramahatandrema   |  |  | Lucie                                                         | Lucie                                                         | Lucie                                                         | Lucie                                                         | Lucie                                                         | Lucie                                                         |  |  | ???                  | ???                  | ???                  | ???                  | ???                  | ???                  |                     |                     | Docteur Ramangalahy | Docteur Ramangalahy | Docteur Ramangalahy | Docteur Ramangalahy | Docteur Ramangalahy | Docteur Ramangalahy |
| Pasteur Ravelojaona | Pasteur Ravelojaona | Pasteur Ravelojaona | Pasteur Ravelojaona | Pasteur Ravelojaona                                 | Pasteur Ravelojaona                                 |                                                     |                                                     | Dr Rakotamalala (a voulu le reconnaître plus tard, mais JJR adulte a refusé). | Dr Rakotamalala (a voulu le reconnaître plus tard, mais JJR adulte a refusé). | Dr Rakotamalala (a voulu le reconnaître plus tard, mais JJR adulte a refusé). | Dr Rakotamalala (a voulu le reconnaître plus tard, mais JJR adulte a refusé). | Dr Rakotamalala (a voulu le reconnaître plus tard, mais JJR adulte a refusé). | Dr Rakotamalala (a voulu le reconnaître plus tard, mais JJR adulte a refusé). |                         |                         | Rabozivelo              | Rabozivelo              | Rabozivelo           | Rabozivelo           | Rabozivelo                   | Rabozivelo                   |                              |                              | Ramahatandrema               | Ramahatandrema               | Ramahatandrema   | Ramahatandrema   | Ramahatandrema   | Ramahatandrema   |  |  | Lucie                                                         | Lucie                                                         | Lucie                                                         | Lucie                                                         | Lucie                                                         | Lucie                                                         |  |  | ???                  | ???                  | ???                  | ???                  | ???                  | ???                  |                     |                     | Docteur Ramangalahy | Docteur Ramangalahy | Docteur Ramangalahy | Docteur Ramangalahy | Docteur Ramangalahy | Docteur Ramangalahy |
|                     |                     |                     |                     |                                                     |                                                     |                                                     |                                                     |                                                                               |                                                                               |                                                                               |                                                                               |                                                                               |                                                                               |                         |                         |                         |                         |                      |                      |                              |                              |                              |                              |                              |                              |                  |                  |                  |                  |  |  |                                                               |                                                               |                                                               |                                                               |                                                               |                                                               |  |  |                      |                      |                      |                      |                      |                      |                     |                     |                     |                     |                     |                     |                     |                     |
|                     |                     |                     |                     |                                                     |                                                     |                                                     |                                                     |                                                                               |                                                                               |                                                                               |                                                                               | Jean-Joseph Rabearivelo                                                       | Jean-Joseph Rabearivelo                                                       | Jean-Joseph Rabearivelo | Jean-Joseph Rabearivelo | Jean-Joseph Rabearivelo | Jean-Joseph Rabearivelo |                      |                      | Mary Margueritte Razafitrimo | Mary Margueritte Razafitrimo | Mary Margueritte Razafitrimo | Mary Margueritte Razafitrimo | Mary Margueritte Razafitrimo | Mary Margueritte Razafitrimo |                  |                  |                  |                  |  |  |                                                               |                                                               |                                                               |                                                               |                                                               |                                                               |  |  | Gilbert Rameliarison | Gilbert Rameliarison | Gilbert Rameliarison | Gilbert Rameliarison | Gilbert Rameliarison | Gilbert Rameliarison |                     |                     | Beby                | Beby                | Beby                | Beby                | Beby                | Beby                |
|                     |                     |                     |                     |                                                     |                                                     |                                                     |                                                     |                                                                               |                                                                               |                                                                               |                                                                               | Jean-Joseph Rabearivelo                                                       | Jean-Joseph Rabearivelo                                                       | Jean-Joseph Rabearivelo | Jean-Joseph Rabearivelo | Jean-Joseph Rabearivelo | Jean-Joseph Rabearivelo |                      |                      | Mary Margueritte Razafitrimo | Mary Margueritte Razafitrimo | Mary Margueritte Razafitrimo | Mary Margueritte Razafitrimo | Mary Margueritte Razafitrimo | Mary Margueritte Razafitrimo |                  |                  |                  |                  |  |  |                                                               |                                                               |                                                               |                                                               |                                                               |                                                               |  |  | Gilbert Rameliarison | Gilbert Rameliarison | Gilbert Rameliarison | Gilbert Rameliarison | Gilbert Rameliarison | Gilbert Rameliarison |                     |                     | Beby                | Beby                | Beby                | Beby                | Beby                | Beby                |
|                     |                     |                     |                     |                                                     |                                                     |                                                     |                                                     |                                                                               |                                                                               |                                                                               |                                                                               |                                                                               |                                                                               |                         |                         |                         |                         |                      |                      |                              |                              |                              |                              |                              |                              |                  |                  |                  |                  |  |  |                                                               |                                                               |                                                               |                                                               |                                                               |                                                               |  |  |                      |                      |                      |                      |                      |                      |                     |                     |                     |                     |                     |                     |                     |                     |
|                     |                     |                     |                     |                                                     |                                                     |                                                     |                                                     |                                                                               |                                                                               |                                                                               |                                                                               |                                                                               |                                                                               |                         |                         |                         |                         |                      |                      |                              |                              |                              |                              |                              |                              |                  |                  |                  |                  |  |  |                                                               |                                                               |                                                               |                                                               |                                                               |                                                               |  |  |                      |                      |                      |                      |                      |                      |                     |                     |                     |                     |                     |                     |                     |                     |
|                     |                     |                     |                     |                                                     |                                                     |                                                     |                                                     |                                                                               |                                                                               |                                                                               |                                                                               |                                                                               |                                                                               |                         |                         |                         |                         |                      |                      |                              |                              |                              |                              |                              |                              |                  |                  |                  |                  |  |  |                                                               |                                                               |                                                               |                                                               |                                                               |                                                               |  |  |                      |                      |                      |                      |                      |                      |                     |                     |                     |                     |                     |                     |                     |                     |
| Solofo Rabearivelo  | Solofo Rabearivelo  | Solofo Rabearivelo  | Solofo Rabearivelo  | Solofo Rabearivelo                                  | Solofo Rabearivelo                                  |                                                     |                                                     | Sahondra Rabearivelo                                                          | Sahondra Rabearivelo                                                          | Sahondra Rabearivelo                                                          | Sahondra Rabearivelo                                                          | Sahondra Rabearivelo                                                          | Sahondra Rabearivelo                                                          |                         |                         | Voahangy Rabearivelo    | Voahangy Rabearivelo    | Voahangy Rabearivelo | Voahangy Rabearivelo | Voahangy Rabearivelo         | Voahangy Rabearivelo         |                              |                              | Noro Rabearivelo             | Noro Rabearivelo             | Noro Rabearivelo | Noro Rabearivelo | Noro Rabearivelo | Noro Rabearivelo |  |  | Velomboahangy Rabearivelo                                     | Velomboahangy Rabearivelo                                     | Velomboahangy Rabearivelo                                     | Velomboahangy Rabearivelo                                     | Velomboahangy Rabearivelo                                     | Velomboahangy Rabearivelo                                     |  |  |                      |                      |                      |                      | Solofo Rameliarison  | Solofo Rameliarison  | Solofo Rameliarison | Solofo Rameliarison | Solofo Rameliarison | Solofo Rameliarison |                     |                     |                     |                     |

## Vie et œuvre de Jean-Joseph Rabearivelo
Il est un poète malgache, considéré comme le premier poète africain moderne.

### Naissance
Rabearivelo naît le 4 mars 1903 ou 1904 sous le nom de Joseph-Casimir Rabe. Les sources consultées - documents officiels, déclarations orales et écrites du poète, dires de ses contemporains - ne concordent pas quant à l'année exacte de sa naissance. L’année 1904 aurait été utilisée par Rabearivelo lui-même pour contrefaire ses dossiers de candidature afin d’entrer dans l’administration. L’année 1903, indiquée sur le registre des actes de naissance d'Antananarivo, semble être la plus probable, même si elle pose des problèmes de cohérence quant à ses années de scolarité.

### Jeunesse

#### 1908 -1916
Son éducation est confiée à son oncle, de confession catholique. Cette formation le distingue à nouveau de la haute société, qui est protestante. À cinq ans, il entre à l’École des Frères des écoles chrétiennes d’Andohalo, puis il fréquente le collège Saint-Michel des Jésuites à Amparibe. À 13 ans, Rabearivelo en est renvoyé pour avoir refusé de prendre part à un service religieux. Après avoir été brièvement scolarisé dans une école privée dénommée Flacourt, à Faravohitra, il abandonne toute éducation organisée car ses études sont plutôt médiocres. Rabearivelo devra apprendre le français en autodidacte. De cette époque date son probable désir, vite éteint, d’entrer dans les ordres. Il perdra ensuite la foi jusqu’à devenir, selon ses dires, « anti-chrétien »
Sa mère, Rabozivelo, protestante, était originaire d’Ambatofotsy, qui signifie « à la pierre blanche » en malgache, village au nord dans la  province d'Antananarivo, et elle était apparentée à la caste noble des Zanadralambo, prétendus descendants du souverain Ralambo. La famille de sa mère est celle de grands propriétaires fonciers ruinés, comme beaucoup de ces familles, par les bouleversements introduits par la colonisation, notamment l’abolition de l’esclavage traditionnel. La famille du poète vit ainsi dans la pauvreté. La mère de Rabearivelo vendra les quelques rizières et bijoux – souvenirs de sa richesse passée – pour que le jeune poète puisse s’acheter des livres. Protectrice et dévouée, Rabozivelo élèvera d'ailleurs le fils de Rabearivelo, Solofo, après son suicide. Ceci étant, cette ascendance aristocratique renforça la vénération de Rabearivelo pour le passé royal Merina.
Rabearivelo se présente lui-même comme ayant « la taille de Napoléon, la taille des grands hommes ». Il poursuit : « J’ai le front dévasté que j’aime à comparer à celui que telle estampe donne de Baudelaire ».
Lecteur vorace et autodidacte, Rabearivelo publie des anthologies de poésie malgache et collabore à deux revues littéraires, 18 Latitude Sud et Capricorne.

#### 1915
Il aurait publié à cette date ses premiers poèmes en malgache, dans la revue Vakio ity, sous le pseudonyme de K. Verbal.
Son œuvre montre une affinité à la fois avec les poètes symbolistes et surréalistes, tout en restant fortement enracinée dans la géographie et le folklore de Madagascar. Il se sentait également français et malgache, mais il lui fut refusé toute occasion d'aller travailler et vivre à Paris.

#### 1916-1923
Ses études terminées, Rabearivelo exerce différents métiers :
- secrétaire et interprète du chef de canton d’Ambatolampy
- saute-ruisseau et gratte-papier chez le brocanteur Rasamoely en 1919
- dessinateur en dentelles chez Mme Anna Gouverneur,
- employé de bibliothèque au Cercle de l’Union, emploi qui lui permettra de lire énormément et de se cultiver

Un administrateur, le gouverneur Lucien Montaigné, qui a remarqué ses dispositions intellectuelles, soutient ses premiers essais littéraires. De ces années date aussi la publication de ses poèmes dans Le Journal de Madagascar, un bilingue français-malgache, sous les noms de plume d’Amance Valmont, qu’il réutilisera plus tard pour la revue Capricorne, Jean Osmé et enfin de Jean-Joseph Rabearivelo.
Il fait précéder son prénom de « Jean », en référence à Jean Berchmans, l’un des trois saints sous le patronage duquel il a reçu sa confirmation. Il conservera son nom malgache sur les conseils de son ami Pierre Camo, « seule manière certaine de piquer la curiosité et d’attirer sur lui l’attention » selon ce dernier. La coutume malgache autorisant facilement les changements de nom, Joseph-Casimir se fit appeler Jean-Joseph Rabearivelo pour avoir « les mêmes initiales que Jean-Jacques Rousseau. »
1920-1926 :
- 1920 à 1921 : Dans un français encore hésitant, il écrit des articles et des poèmes ainsi qu’une pièce de théâtre dans divers journaux de la capitale.
- 1924 : Il devient correcteur à l'Imprimerie de l'Imerina et y travaille bénévolement les deux premières années. Il gardera ce travail jusqu'à sa mort malgré une maigre paie. L'imprimerie de l'Imerina publiera cependant plusieurs de ses ouvrages en tirage limité.
- 1926 : Il se marie avec Mary Margueritte Razafitrimo, fille d'un photographe, avec qui il aura cinq enfants. Il accumulera les dettes toute sa vie et finira même par écoper d'une peine d'emprisonnement à cause de son salaire modique, sa passion du jeu, ses achats de livres et son addiction à l'opium.

Rabearivelo est un admirateur de Maurice Barrès, Frédéric Mistral et plus particulièrement Charles Maurras auquel il dédie son poème Au soleil estival,. Au moment de sa mort, il adresse à son « maître » Charles Maurras un faire-part posthume.

### Mort
En 1933, sa fille Voahangy meurt, ce qui crée une grande tristesse en lui.
Sur le plan littéraire, en 1935, ses amis Armand Guibert et Jean Amrouche publient à Tunis, dans leur collection des Cahiers de Barbarie, Traduit de la nuit, un recueil de poèmes présentés comme « transcrits du hova par l’auteur ». En 1936, une nouvelle fille lui naît, Velomboahangy ce qui suscita chez lui une grande émotion. Il dit :
« Tsy misy ahatsapana ny maha ray sy reny, raha tsy very ny iray amin'ny asan'ny nofo sy rà » soit « On ne peut ressentir réellement ce qui fait de nous un père ou une mère, avant d'avoir perdu notre chair et notre sang »
En 1936, il publie :
- le recueil de poésie Chants pour Abéone, à Antananarivo, chez Henri Vidalie, en édition de luxe, tiré à cinquante exemplaires.
- Tananarive, ses quartiers et ses rues, à Antananarivo, à l’Imprimerie de l’Imerina. Il s’agit d’une sorte de guide onomastique des rues et des quartiers de la ville du poète, écrit en collaboration avec Eugène Baudin, le rédacteur en chef de La Tribune de Madagascar.
- la version française d’Aux portes de la ville, à Antananarivo , à l’Imprimerie officielle.

La même année, Rabearivelo devient membre de la commission chargée de préparer la participation de Madagascar à l’Exposition Universelle de 1937. Son espoir de quitter l’île pour la représenter en France est immense. Il sera à la hauteur de sa terrible désillusion. En 1937, il est jeté en prison à cause de ses nombreuses dettes et apprend qu'il ne représentera pas son pays à l'Exposition Universelle. Désabusé, Rabearivelo se sent trahi et on lui reproche sa proximité avec la société coloniale. Plusieurs de ses compatriotes faisaient montre de méfiance à son égard : 
« les désordres de sa vie privée, vie d’artiste avide d’explorer toutes les sensations, et même de braver tous les interdits, quoique Rabearivelo [soit] marié et père de cinq enfants. Mais surtout, on le suspect[e] de singer les Européens, de servir d’alibi à la France » 
Au soir du 23 juin 1937, après avoir envoyé diverses lettres d'adieu, Rabearivelo se suicide au cyanure, notant ses derniers moments dans le dernier de ses Calepins Bleus, un journal de 1 800 pages environ. Des quelque 20 volumes qu'il produisit, notamment de la poésie, du théâtre, des romans et des critiques littéraires, la moitié restait inédite à sa mort.

### Reconnaissance posthume
1938 : Parution d’un article nécrologique de Robert Boudry, suivi d’extraits des Calepins bleus dans la revue du Mercure de France (numéro du 15 septembre). 
1939 : Parution des Vieilles chansons des pays d’Imerina, à Antananarivo, à l’Imprimerie officielle. Cette édition est l’hommage posthume de la colonie au poète, ouvrage réédité en 1980, chez Madprint, Antananarivo. 
1957 : Parution du recueil poétique en malgache, Lova, à Tananarive, à l’Imprimerie Volomahitsy. 
1960 : Parution de Poèmes, à Antananarivo, par le Comité des Amis de Rabearivelo.
Parution de la première édition bilingue de Presque Songes et Traduit de la nuit, préfacée par Jacques Rabemananjara. 
1987 : Colloque international « Jean-Joseph Rabearivelo, cet inconnu ? » à l’Université d’Antananarivo, entre le 25 et 30 mai. 
1988 : Première publication de L’Interférence (écrit en 1928) à Paris, chez Hatier. 
1990 : Parution de Traduit de la nuit, recueil de poèmes choisis et présentés par Gonzague Raynaud, à Paris chez Orphée/la Différence.
Parution de Poèmes (recueil regroupant Presque Songe, Traduit de la nuit, Chant pour Abeone), édition préfacée par Jean-Louis Joubert, à Paris chez Hatier. 

## Œuvres de Jean-Joseph Rabearivelo

### Anthologies
- Poèmes (Presque-songes, Traduit de la nuit), Imprimerie officielle, Antananarivo, 1960.
- Poèmes (Presque-songes, Traduit de la nuit, Chants pour Abéone), Hatier, Paris, 1990.
- Œuvres complètes : tome I. Le diariste (Les Calepins bleus), l'épistolier, le moraliste, CNRS Éditions, Paris, 2010.
- Œuvres complètes : tome II. Le poète, le narrateur, le dramaturge, le critique, le passeur de langues, l'historien, CNRS Éditions, Paris, 2012.

### Poèmes
- La Coupe de cendres, G. Pitot de la Beaujardière, Antananarivo, 1924.
- Sylves, Imprimerie de l'Imerina, Antananarivo, 1927 ; rééd. Coll. « La Lanterne du passeur », Abordo Éditions, Bordeaux, 2017.
- Volumes, Imprimerie de l'Imerina, Antananarivo, 1928.
- Presque-Songes, Imprimerie de l'Imerina, Antananarivo, 1934.
- Traduit de la Nuit, Éditions de Mirage, avec deux hors-textes d'Émile Perrin, coll. « Les cahiers de Barbarie » no 6, Tunis, 1935 ; rééd. coll. « Orphée », éditions de La Différence, 1991.
- Chants pour Abéone., Éditions Henri Vidalie, Antananarivo, 1936.
- Lova, Imprimerie Volamahitsy, Antananarivo, 1957.
- Des Stances oubliées, Imprimerie Liva, Antananarivo, 1959.
- Amboara poezia sy tononkalo malagasy, Éditions Madagasikara, Antananarivo, 1965.
- Vieilles chansons des pays d'Imerina, Éditions Madprint, Antananarivo, 1967.

### Pièces de théâtre
- Imaitsoanala, fille d'oiseau : cantate, Imprimerie officielle, Antananarivo, 1935.
- Aux portes de la ville, Imprimerie officielle, Antananarivo, 1936.
- Eo ambavahadim-boahitra, Imprimerie nationale, Antananarivo, 1988.
- Resy hatrany, Imprimerie nationale, Antananarivo, 1988.

### Proses
- L'Interférence, suivi de Un conte de la nuit, Hatier, Paris, 1988.
- Irène Ralimà sy Lala roa, Imprimerie nationale, Antananarivo, 1988.
- L'Aube rouge, Omnibus, Paris, 1998 (écrit en 1925).

### Divers
- Enfants d'Orphée, Mauritius: The General Printing, 1931.
- Éphémérides de Madagascar, Eugene Jaeglé, Antananarivo, 1934.
- Tananarive, ses quartiers et ses rues, Imprimerie de l'Imerina, Antananarivo, 1936.

### Multimédia
- L'œuvre littéraire de Rabearivelo, « Prince des poètes malgaches » : conférence enregistrée au Salon de lecture Jacques Kerchache le 21 septembre 2012 (conférenciers : Serge Meitinger, Claire Riffard, Pierre-Marc de Biasi, Bernard Cerquiglini, Liliane Ramarosoa), Musée du quai Branly, Paris, 2012, 1 CD data (1 h 45 min)